# Barranqueiro-escuro
Limpa-folhas-escuro ou barranqueiro-escuro (Automolus melanopezus) é uma espécie de ave da família Furnariidae.
Pode ser encontrada nos seguintes países: Bolívia, Brasil, Colômbia, Equador e Peru.
Os seus habitats naturais são: florestas subtropicais ou tropicais húmidas de baixa altitude e pântanos subtropicais ou tropicais.